# Lac Illawarra
Le lac Illawarra est une vaste lagune côtière d'Australie située près de la ville de Wollongong à environ 100 km au sud de Sydney, en Nouvelle-Galles du Sud.
Les villes de Dapto et Shellharbour se trouvent près du lac qui reçoit les eaux de pluie de l'Illawarra grâce à la Macquarie Rivulet.  
Matthew Flinders et George Bass appelèrent  en mars 1796, le lac Tom Thumb's Lagoon sur leur carte de la région d'après le nom d'un de leurs bateaux,.
Le lac a une étroite connexion avec la mer à Windang. Il est peu profond (2 à 3 mètres en moyenne) et sensible à la pollution des villes avoisinantes. Il servait de source d'eau de refroidissement à la  centrale électrique de Tallawarra Power Station à Mount Brown, centrale aujourd'hui fermée. 
On trouve de nombreux oiseaux sur le lac pélicans, cormorans, érismatures à barbillons,  cygnes noirs, canards noirs,  hérons, ibis et spatules.